# Boissy-le-Repos
Boissy-le-Repos is een gemeente in het Franse departement Marne (regio Grand Est) en telt 213 inwoners (2005). De plaats maakt deel uit van het arrondissement Épernay.

## Geografie
De oppervlakte van Boissy-le-Repos bedraagt 15,4 km², de bevolkingsdichtheid is 13,8 inwoners per km².
De onderstaande kaart toont de ligging van Boissy-le-Repos met de belangrijkste infrastructuur en aangrenzende gemeenten.

## Demografie
Onderstaande figuur toont het verloop van het inwonertal (bron: INSEE-tellingen).